# Live: P-Funk Earth Tour
Live: P-Funk Earth Tour è un album dal vivo dei Parliament del 1977 contenente brani registrati in occasione del P-Funk Earth Tour.

## Accoglienza
| Recensione              | Giudizio |
| ----------------------- | -------- |
| Dizionario del pop-rock |          |
| AllMusic                |          |

Live: P-Funk Earth Tour venne inserito in un libro dedicato ai "500 dischi fondamentali" secondo cui "c'è un senso del groove impareggiabile all'opera qui (su Live: P-Funk Earth Tour), fra chitarre acide e cori esagerati, e pattern ritmici a sufficienza da alimentare due decenni di hip hop."

## Formazione
- George Clinton
- Calvin Simon
- Fuzzy Haskins
- Raymond Davis
- Grady Thomas
- Garry Shider
- Glenn Goins
- Debbie Wright
- Jeanette Washington
- Fred Wesley
- Maceo Parker
- Rick Gardner
- Richard Griffith
- Cordell Mosson
- Bootsy Collins
- Michael Hampton
- Eddie Hazel
- Jerome Brailey
- Bernie Worrell
- Lynn Mabry
- Dawn Silva
- Gary Cooper

## Tracce

### Disco 1
1. P.Funk (Wants To Get Funked Up) – 6:14
2. Dr. Funkentstein's Supergroovalisticprosifunkstication Medley – 4:58
3. Do That Stuff – 5:15
4. The Landing – 3:05
5. The Undisco Kid – 7:03
6. Children Of Production – 2:44
7. Mothership Connection (Star Child) – 5:55
8. Swing Down, Sweet Chariot – 5:07

### Disco 2
1. This Is The Way We Funk With You – 5:04
2. Dr. Funkenstein – 15:04
3. Gamin' On Ya! – 3:30
4. Tear The Roof Off The Sucker Medley – 5:43
5. Night Of The Thumpasorus People – 6:14
6. Fantasy Is A Reality – 5:45